# Rakety Falcon

Rodina raket Falcon. Zleva: Falcon 1, Falcon 9 v1.0, tři varianty Falconu 9 v1.1, tři varianty Falconu 9 v1.2 FT, tři varianty Falconu 9 Block 5, dvě varianty Falcon Heavy

Rakety Falcon jsou americké víceúčelové raketové nosiče vyvinuté a provozované společností SpaceX. Tato skupina raket zahrnuje Falcon 1, testovací rakety, Falcon 9 a Falcon Heavy. První úspěšný let Falconu 1 proběhl 28. září 2008 po několika neúspěšných pokusech. Větší raketa Falcon 9 vzlétla úspěšně hned napoprvé 4. června 2010. Falcon 9 byl od začátku plánován jako částečně znovupoužitelný. První úspěšné přistání přišlo až s verzí Falcon 9 v1.2 FT v prosinci 2015. Vývoj raket Falcon prakticky skončil v roce 2018, kdy 11. května odstartoval první exemplář Falconu 9 Block 5. K prvnímu startu Falconu Heavy došlo 6. února 2018.
Falcon používá palivo RP-1, které má výhodu vysoké hustoty i za normálních teplot, takže raketa může být relativně malá a lehká, což je velká výhoda v počáteční fázi letu, kde jsou velké aerodynamické a gravitační ztráty. Falcon je proto velmi výhodný pro vynášení nákladu na nízkou oběžnou dráhu (LEO). Pak se výhoda použitého paliva vytrácí.

## Původ jména
Elon Musk, výkonný a technický ředitel SpaceX, prohlásil, že rakety Falcon jsou pojmenovány po lodi Millennium Falcon ze světa Star Wars.

## Používané

### Falcon 9 "Full Thrust"

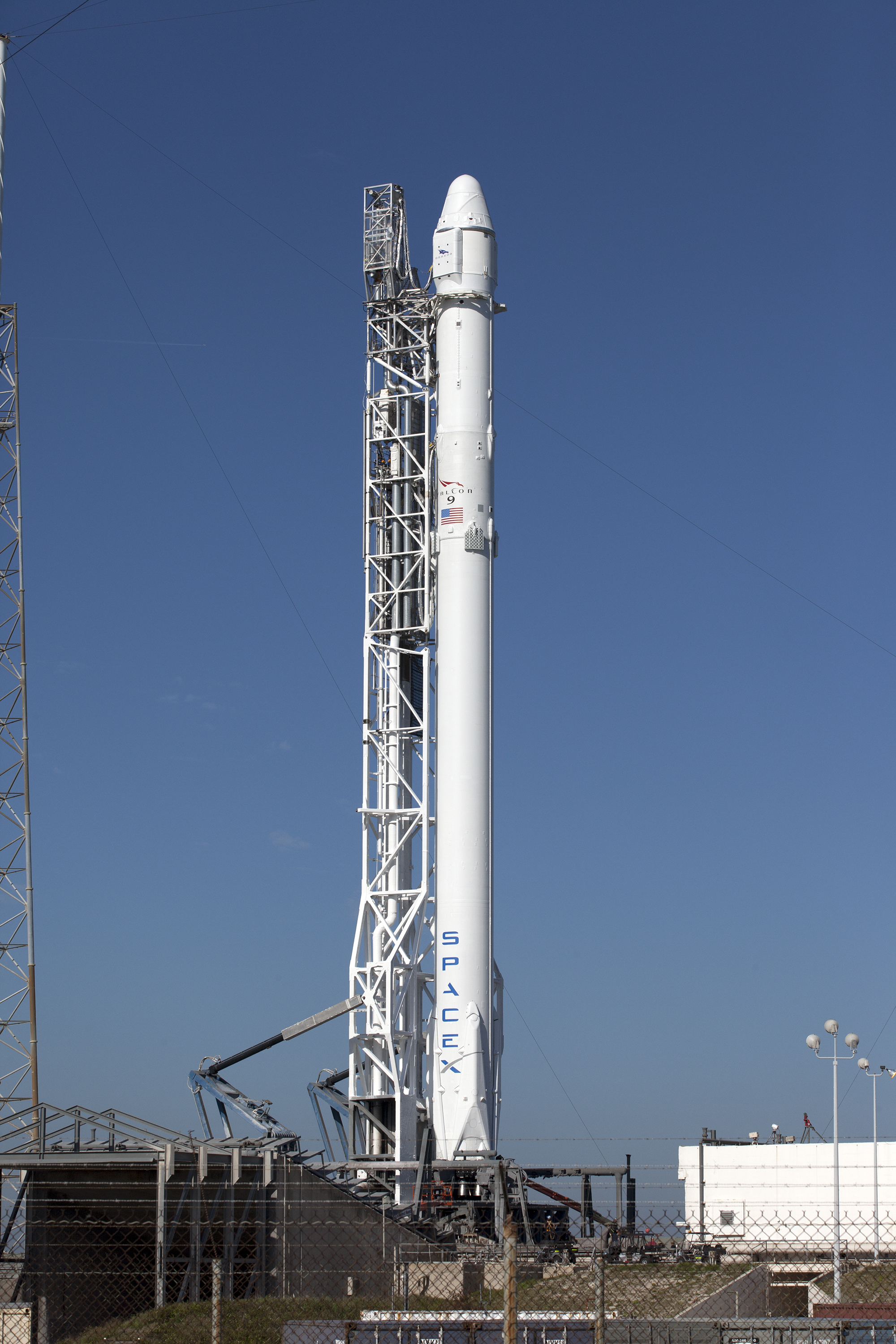
Falcon 9 v1.1 FT s kosmickou lodí Dragon CRS-8, duben 2016

Falcon 9 Block 5 je poslední vývojový stupeň rakety Falcon 9 "Full Thrust", která vznikla aktualizací rakety Falcon 9 v1.1. Falcon 9 Block 5 poprvé letěl 11. května 2018 při misi Bangabandhu-1 z Mysu Canaveral z rampy LC-39A. Používá podchlazenější palivo RP-1, což umožňuje natankovat více paliva do stejně velkých nádrží. Block 5 využívá získaných zkušeností s přistáváním a znovupoužitím prvních stupňů a měl by tak umožňovat relativně snadnou desetinásobnou znovupoužitelnost. Jsou používána titanová roštová kormidla, která jsou odolnější vůči vyšším teplotám.

### Falcon Heavy

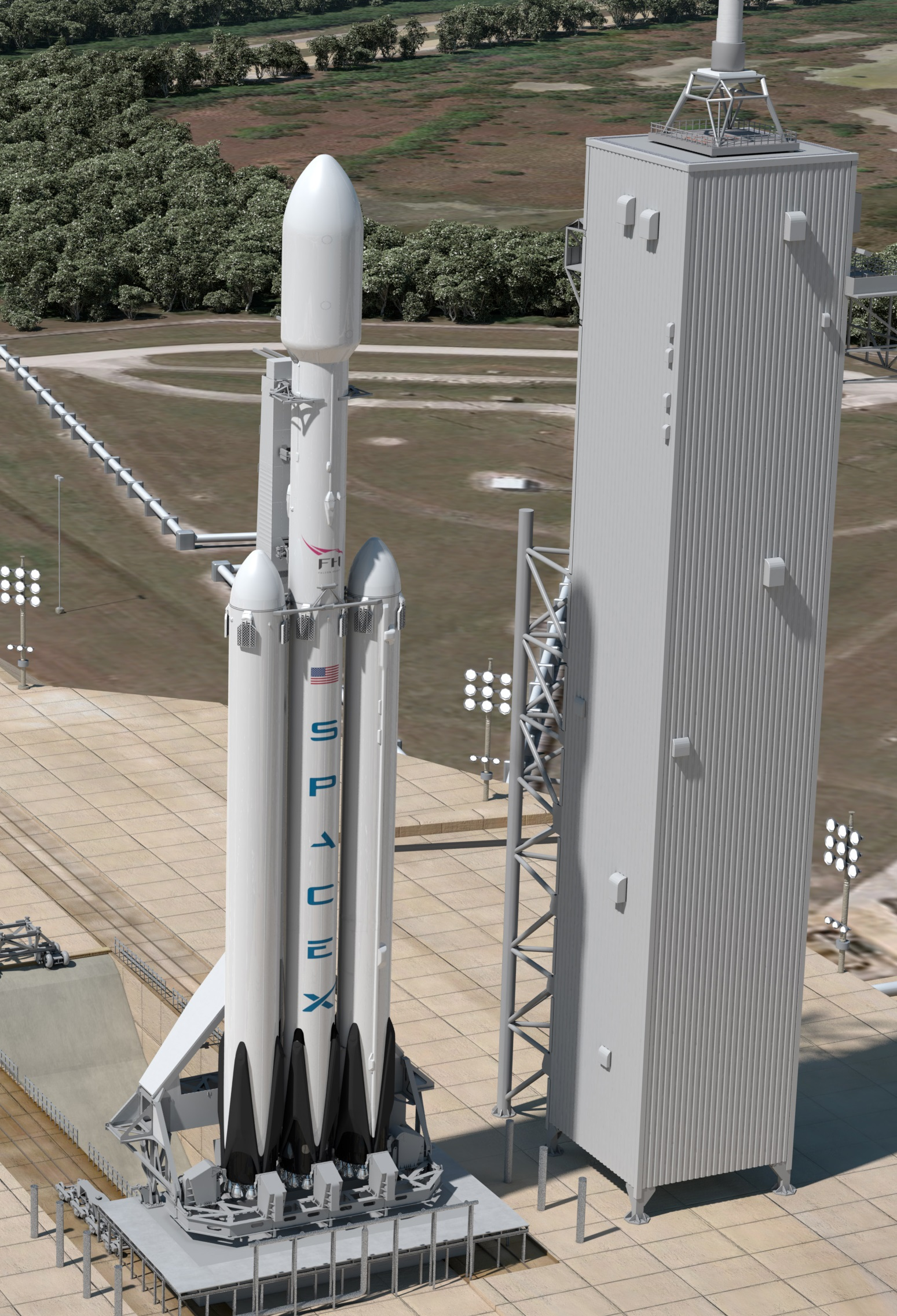
Umělecké vyobrazení rakety Falcon Heavy na rampě 39A

Falcon Heavy je v současnosti nosná raketa s největší nosností na nízkou orbitu Země od posledního startu Saturnu V, se schopností dopravit téměř šedesát tun na nízkou orbitu Země, až šestnáct tun na translunární dráhu a až čtrnáct tun na přechodovou dráhu k Marsu. První start proběhl 6. února 2018, kdy byl vynesen elektromobil Tesla Roadster na oběžnou dráhu kolem Slunce. Základem jsou tři první stupně vycházející z kosntrukce Falconu 9. Centrální stupeň i urychlovací bloky po stranách jsou navrženy tak, aby byly schopny automaticky vertikálně přistát. Urychlovací bloky jsou jen upravené první stupně Falconu 9 a přistávají na peninských plochách LZ-1 a LZ-2. Centrální stupeň má pevnější konstrukci, než Falcon 9 a zatím vždy přistával na autonomní přistávací plošině ASDS. Jako palivo používá RP-1, přičemž jeho nevýhodu (při cestách na energeticky náročnější oběžné dráhy nebo vyšší orbity) se snaží kompenzovat hrubou silou a znovupoužitelností.

## Vyřazené

### Falcon 1

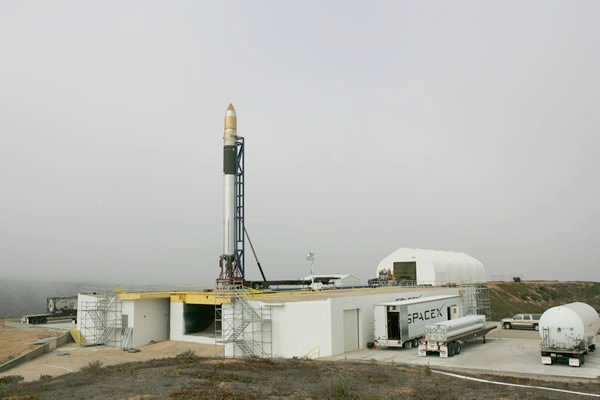
První Falcon 1 na Vandenbergově letecké základně

Falcon 1 byla dvoustupňová raketa na kapalný pohon. Po předchozích třech neúspěšných startech se čtvrtý let rakety 28. září 2008 podařil a raketa úspěšně dosáhla nízké oběžné dráhy kolem Země. Raketa byla na tuto dráhu schopna vynést až 670 kg nákladu. Při svém 5. startu, dne 14. července 2009, se stala historicky 1. zcela soukromě financovanou kosmickou raketou, která zdárně vynesla na oběžnou dráhu Země umělou družici - RazakSAT o hmotnosti 180 kg. U rakety byla plánována znovupoužitelnost prvního stupně díky jeho přistání na padácích. V reálném provozu se ho však zachránit nikdy nepodařilo. Falcon 1 posloužil zejména jako vývojový předstupeň pro mohutnější nosič Falcon 9.

### Falcon 1e
Falcon 1e byl navrhován jako modernizace Falconu 1. Falcon 1e by měl větší první stupeň s vyšším tahem motorů, aktualizovaný motor druhého stupně, větší nosnost a aerodynamický kryt. Byla také plánována jeho částečná znovupoužitelnost. První start byl plánován na polovinu roku 2011, ale Falcon 1e byl zrušen ještě před prvním letem, SpaceX uvedlo, že po takovémto nosiči není dostatečná poprávka.

### Falcon 9 v1.0

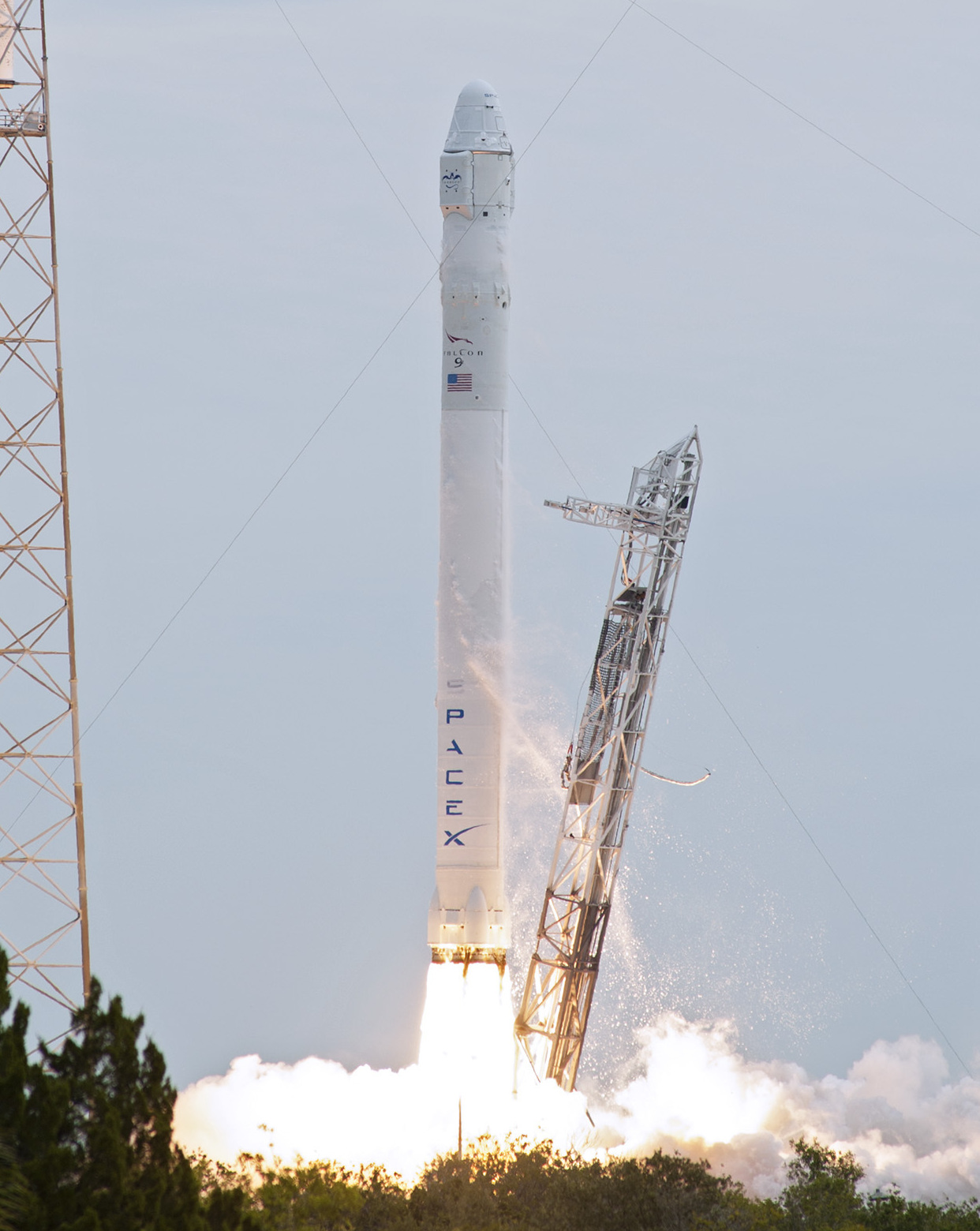
Falcon 9 v1.0 startuje s nepilotovanou lodí Dragon

Falcon 9 v1.0 byla první verze rakety Falcon 9. První let přišel 4. června 2010 a byl úspěšný. Raketa Falcon 9 v1.0 následně vynesla čtyři nákladní lodě Dragon. Jeden let byl zkušební, druhý demonstrační a další dva už vezly zásoby pro Mezinárodní vesmírnou stanici v rámci kontraktu CRS s NASA.
Dvoustupňová raketa byla poháněna motory Merlin. Motory spalují kapalný kyslík a letecký petrolej. Nosnost byla 10 450 kg na nízkou oběžnou dráhu a 4 540 kg na přechodovou dráhu ke geostacionární.

### Falcon 9 v1.1
Falcon 9 v1.1 byla druhá verze rakety Falcon 9. Raketa byla vyvinuta v letech 2011-2013, první start proběhl v září 2013 a poslední v lednu 2016. Verze 1.1 nahradila verzi 1.0 v zásobovacích letech CRS k ISS. Falcon 9 v1.1 byl významným zlepšením Falconu 9 v1.0, přičemž tah i hmotnost vzrostly o 60 %. První let verze 1.1 proběhl 29. září 2013 při vynášení satelitu CASSIOPE.
Falcon 9 v1.1 byl průkopníkem v rozvoji znovupoužitelných raket. SpaceX začala u této verze testovat možnosti návratu prvního stupně. Začala nejdříve s pokusy o přistání na vodní hladinu. Po zvládnutí této fáze začala s pokusy o přistání na autonomní plošinu ASDS umístěnou na moři. Tyto pokusy ale nedopadly úspěšně.

### Grasshopper

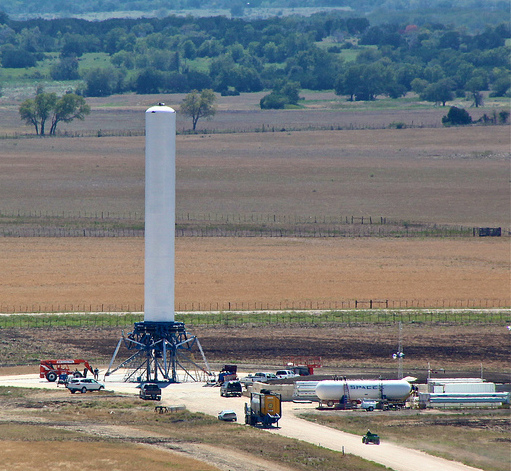
Grasshopper v září 2012

Grasshopper a Falcon 9 Reusable Development Vehicles (F9R Dev) byly experimentální technologické demonstrátory opakovaně použitelné rakety, které prováděly vertikální starty a přistání. Vyrobeny byly dva prototypy a oba byly testovány za letu.
Grasshoper byl představen v roce 2011 a v roce 2012 začalo testování vznášení se a přistávání v malých výškách a malých rychlostech. Původní Grasshopper byl 32 metrů vysoký a v letech 2012 a 2013 vykonal osm úspěšných zkušebních letů. Druhá verze Grasshopperu byl větší a schopnější prototyp známý pod označením Falcon 9 Reusable Development Vehicle (F9R Dev, také jako F9R Dev1), který vznikl na základě Falconu 9 v1.1. Ten byl testován ve vyšších nadmořských výškách a nadzvukových rychlostech a stejně jako předchozí verze i v malých výškách. F9R Dev1 byl postaven v letech 2013-2014 a jeho první testovací let v malé výšce proběhl 17. dubna 2014. Dne 22. srpna 2014 došlo při testování v McGregoru k nehodě a prototyp byl zničen.

## Zrušené

### Falcon 5
Falcon 5 byl návrh dvoustupňové, částečně znovupoužitelné orbitální rakety. Označení Falcon 5 znamenalo, že by měla 5 motorů Merlin. Nosnost by byla 4 200 kg na nízkou oběžnou dráhu. Místo této rakety byla dána přednost většímu a silnějšímu Falconu 9.

### Falcon 9 Air
Falcon 9 Air byl návrh vícestupňové orbitální rakety vypouštěné ze vzduchu. Tuto myšlenku v letech 2011 a 2012 rozvíjela SpaceX společně se Stratolaunch Systems. Upravená raketa Falcon 9, která by měla jen čtyři motory Merlin, měla startovat z letadla s největším rozpětím křídel na světě, které by vyrobila Stratolaunch. Nosnost na nízkou oběžnou dráhu Země byla odhadována na 6100 kg.